# Орог-Нуур
Орог-Нуур (монг. Орог нуур) — бессточное озеро в южной части Монголии, в Долине Озёр, у северных подножий Гобийского Алтая.
Высота озера над уровнем моря составляет 1217 м. Площадь озера — 140 км², максимальная глубина — 4,5 м. В озеро впадает река Туйн-Гол. Берега низкие, песчаные, местами заболочены или представлены солончаками. В многоводные годы Орог-Нуур имеет пресную воду, в маловодные — солоноватую; распадается на отдельные плёсы. С ноября по апрель озеро замерзает. Богато рыбой и водоплавающими птицами.